# Dům č. 34 (Mysliboř)
Dům čp. 34 je klasicistní venkovské stavení na návsi v Mysliboři na Jihlavsku.

## Historie
Na parcele je stavení zaznamenáno v mapě stabilního katastru v roce 1835, nicméně se jednalo o stavbu na jiném půdorysu. Dnešní podoba objektu vznikla před polovinou 19. století a využívá starší zděné konstrukce. Z první poloviny 19. století pochází i štuková výzdoba fasády.
Dům je od roku 2019 chráněn jako kulturní památka.

## Architektura
Dům na obdélníkovém půdorysu je orientován osově severo-jižně, štítovým průčelím do ulice. Na obytné stavení bezprostředně navazuje stejně osově orientovaná hospodářská část s chlévy a stodolou. Celý komplex je krytý jedinou sedlovou střechou ve stejné výškové úrovni, ta je pokryta pálenými taškami. Zatímco obytné stavení je z cihelného zdiva, hospodářská část je vyzděna z kamene. Hlavní štítové průčelí má v přízemí tři špaletová okna s lištovými šambránami. Fasáda je zdobena lizénovými rámy. Štít je oddělen štukovou římsou a jsou v něm prolomena dvě větrací půdní okénka. Dvorní, tj. východní průčelí je provedeno bez štukových dekorací a je v něm umístěn hlavní vstup do objektu. Navazující hospodářská část pak má dva vstupy do dvou oddělených chlévů a samostatný vysoký vjezd na mlat do stodoly. Druhé, jižní štítové průčelí je orientováno do zahrady, je hladké a zcela bez otvorů.
Obytný dům je rozdělen na dva díly. Na vstupní síň navazuje v zadním dílu domu klenutá černá kuchyně a malý chlívek. V levé části předního dílu domu je světnice, kde se ve špaletách oken zachovaly původní otvory pro zachycování kondenzované vlhkosti. Podlaha je prkenná, strop fabionový. V rohu místnosti je kachlový sporák s chlebovou pecí s ležením. V pravé části předního dílu domu pak je ještě menší světnička.